# Landkreis Mainz-Bingen
Landkreis Mainz-Bingen – powiat w niemieckim kraju związkowym Nadrenia-Palatynat. Stolicą powiatu jest miasto Ingelheim am Rhein.

## Podział administracyjny
Powiat składa się z:
- dwóch gmin miejskich (Stadt)
- jednej gminy bezzwiązkowej (verbandsfreie Gemeinde)
- sześciu gmin związkowych (Verbandsgemeinde)

Gminy miejskie:
| Lp. | Nazwa gminy miejskiej | Ludność (31.12.2009) | Powierzchnia km² |
| --- | --------------------- | -------------------- | ---------------- |
| 1   | Bingen am Rhein       | 24.134               | 37,74            |
| 2   | Ingelheim am Rhein    | 33.846               | 73,32            |

Gminy bezzwiązkowe:
| Lp. | Nazwa gminy bezzwiązkowej | Ludność (31.12.2009) | Powierzchnia km² |
| --- | ------------------------- | -------------------- | ---------------- |
| 1   | Budenheim                 | 8.488                | 10,60            |

Gminy związkowe:
| Lp. | Nazwa gminy związkowej | Ludność (31.12.2009) | Powierzchnia km² | Liczba gmin |
| --- | ---------------------- | -------------------- | ---------------- | ----------- |
| 1   | Bodenheim              | 18.671               | 33,43            | 5           |
| 2   | Gau-Algesheim          | 16.192               | 60,57            | 8           |
| 3   | Nieder-Olm             | 31.187               | 73,05            | 8           |
| 4   | Rhein-Nahe             | 15.150               | 115,10           | 10          |
| 5   | Rhein-Selz             | 39.974               | 145,50           | 20          |
| 6   | Sprendlingen-Gensingen | 13.941               | 56,07            | 10          |

## Zmiany administracyjne
- 1 lipca 2019
  - rozwiązanie gminy związkowej Heidesheim am Rhein